# Culex orfilai
Culex orfilai är en tvåvingeart som beskrevs av Duret 1953. Culex orfilai ingår i släktet Culex och familjen stickmyggor. Inga underarter finns listade i Catalogue of Life.